# Sebastião José Coelho de Carvalho
Sebastião José Coelho de Carvalho foi um Governador Civil de Faro entre 10 de Janeiro de 1863 e 20 de Maio de 1865.